# Potentilla ikonnikovii
Potentilla ikonnikovii är en rosväxtart som beskrevs av Sergei Vasilievich Juzepczuk. Potentilla ikonnikovii ingår i Fingerörtssläktet som ingår i familjen rosväxter. Inga underarter finns listade i Catalogue of Life.